# Trois Hommes dans la neige (film, 1938)

Trois Hommes dans la neige  (Paradise for Three) est un film américain réalisé par Edward Buzzell, sorti en 1938, d'après le roman du même nom d'Erich Kästner (1934).

## Synopsis
Un riche industriel gagne un séjour dans un grand hôtel à un concours que sa société organise et se fait passer pour un pauvre afin d'observer ses contemporains.

## Fiche technique
- Titre : Trois Hommes dans la neige
- Titre original : Paradise for Three
- Réalisation : Edward Buzzell
- Scénario : George Oppenheimer, Harry Ruskin, Dalton Trumbo (non crédité), Gladys Unger (non créditée), Irma von Cube (non créditée) d'après le roman Trois Hommes dans la neige d'Erich Kästner (Drei Männer im Schnee, 1934)
- Photographie : Leonard Smith et Charles Lawton Jr. (non crédité)
- Production : Sam Zimbalist
- Musique : Edward Ward
- Montage : Elmo Veron
- Pays d'origine : États-Unis
- Format : noir et blanc
- Genre : comédie dramatique
- Durée : 78 minutes
- Date de sortie : 1938

## Distribution
- Frank Morgan : Rudolph Tobler
- Robert Young : Fritz Hagedorn
- Mary Astor : Irene Mallebre
- Florence Rice : Hilde Tobler
- Edna May Oliver : Julia Kunkel
- Reginald Owen : Johann Kesselhut
- Herman Bing : Polter
- Henry Hull : Sepp
- Sig Ruman : Karl Bold
- Walter Kingsford : William Reichenbach

Acteurs non crédités :
- Betty Ross Clarke : opératrice téléphonique
- Gustav von Seyffertitz : avocat